# Tomaž Lisec
Tomaž Lisec, slovenski politolog in politik, * 19. februar 1978, Celje.
Tomaž živi in je odraščal v Sevnici. Leta 1997 je maturiral na Gimnaziji Brežice. Leta 2004 je na Fakulteti za družbene vede v Ljubljani diplomiral s temo "Primerjava med izvršilno in zakonodajno oblastjo na Japonskem in Južni Koreji". Leta 2011 je bil kot član Slovenske demokratske stranke izvoljen za poslanca, v 9. sklicu državnega zbora Republike Slovenije pa ima že četrti zaporedni mandat.

## Delo
Med leti 2005 in 2011 je bil strokovni sodelavec poslanske skupine SDS. Leta 2010 je postal programski tajnik SDS. Na državnozborskih volitvah leta 2011 je bil izvoljen Tomaž Lisec za mandatno obdobje 2011–2015 in je bil član naslednjih delovnih teles v Državnem zboru:
- komisija za poslovnik (član)
- Odbor za delo, družino, socialne zadeve in invalide (član)
- Odbor za kmetijstvo, gozdarstvo, prehrano in okolje (član)
- Odbor za notranje zadeve (podpredsednik)